# Njinjo
Njinjo è una circoscrizione rurale (rural ward) della Tanzania situata nel distretto di Kilwa, regione di Lindi. Conta una popolazione di 8 094 abitanti (censimento 2012).